# Младен Чутура
Младен Чутура (1959) хрватски је глумац.
| Год.       | Назив                       | Улога               |
| ---------- | --------------------------- | ------------------- |
| 2013—2014. | Тајне                       | Миро Петрић         |
| 2012.      | Ларин избор                 | Члан обалне страже  |
| 2011—2012. | Лоза                        | Билокапић           |
| 2009—2010. | Најбоље године              | Петар Ловрић        |
| 2009.      | Мамутица                    | Анђелковић          |
| 2009.      | Луда кућа                   | Мирза               |
| 2008—2009. | Све ће бити добро           | Инспектор Болажевић |
| 2008.      | Закон љубави                | Перо                |
| 2008.      | Хитна 94                    | Горан Благић        |
| 2008.      | Понос Раткојевих            | Плаћени убица       |
| 2007—2008. | Заувијек сусједи            | Тончи               |
| 2007       | Добре намјере               | Дуганџић            |
| 2007.      | Обични људи                 | Послодавац          |
| 2005—2006. | Љубав у залеђу              | Валент Марковић     |
| 2005.      | Забрањена љубав             | Шиме                |
| 2001,      | Холдинг                     | Близанац 1 (Игор)   |
| 1999.      | Четвероред                  | Мајор Томљеновић    |
| 1998.      | Наша кућица, наша слободица |                     |
| 1986.      | Путовање у Вучјак           | Рањеник у болници   |
| 1982.      | Непокорени град             |                     |